# Mexikanische Badmintonmeisterschaft 1981
Die Mexikanische Badmintonmeisterschaft 1981 fand in Mexiko-Stadt statt. Es war die 35. Auflage der nationalen Titelkämpfe von Mexiko im Badminton.	

## Sieger und Finalisten
| Disziplin    | Gold                                               | Silber                                   |
| ------------ | -------------------------------------------------- | ---------------------------------------- |
| Herreneinzel | Roy Díaz González                                  | Fernando de la Torre                     |
| Dameneinzel  | María de la Paz Luna Félix                         | María Esther Luna Felix                  |
| Herrendoppel | Eugenio Tapia José Icaza                           | Ernesto de la Torre Fernando de la Torre |
| Damendoppel  | María de la Paz Luna Félix María Esther Luna Felix | Bertha Pineda Guadalupe Ramos            |
| Mixed        | Ernesto de la Torre María de la Paz Luna Félix     | Hector Casillas Rosa Elva Levaro         |